# San Joaquín, Pantelhó
San Joaquín är en ort i Mexiko.   Den ligger i kommunen Pantelhó och delstaten Chiapas, i den sydöstra delen av landet, 800 km öster om huvudstaden Mexico City. San Joaquín ligger 996 meter över havet och antalet invånare är 398.
Terrängen runt San Joaquín är kuperad åt nordväst, men åt sydost är den bergig. Runt San Joaquín är det ganska tätbefolkat, med 62 invånare per kvadratkilometer. Närmaste större samhälle är Pantelhó, 3,6 km sydväst om San Joaquín. I omgivningarna runt San Joaquín växer i huvudsak städsegrön lövskog.